# Strade di categoria A della Zona 9

Le zone di numerazione per le strade di categoria A della Gran Bretagna

Secondo il sistema di numerazione delle strade della Gran Bretagna, in tali Paesi a ogni strada è assegnata una lettera singola, che rappresenta la categoria della strada, seguita da un numero, composta da 1 a 4 cifre.
Si riporta l'elenco delle strade di categoria A della Zona 9 in Gran Bretagna, che hanno il punto di partenza a nord della strada A8 e a est della strada A9 (strade che iniziano con la cifra 9).

## Strade a cifra singola e a doppia cifra
| Strada | Da          | A                   | Note                                |
| ------ | ----------- | ------------------- | ----------------------------------- |
|        | Falkirk     | Scrabster           | In precedenza fino a John o' Groats |
|        | Edimburgo   | Fraserburgh         | via Perth e Aberdeen                |
|        | St Andrews  | Bannockburn         |                                     |
|        | Dunfermline | Stonehaven (Scozia) |                                     |
|        | Perth       | Aberdeen            | via Braemar                         |
|        | Perth       | Forfar              | via Coupar Angus                    |
|        | Aviemore    | Banff               |                                     |
|        | Aberdeen    | Inverness           |                                     |
|        | Banff       | Dinnet              |                                     |
|        | Fraserburgh | Fochabers           |                                     |
|        | Latheron    | John o' Groats      |                                     |

## Strade a 3 cifre
| Strada | Da                            | A                           | Note                                      |
| ------ | ----------------------------- | --------------------------- | ----------------------------------------- |
|        | A90 (Rashierieve nr Newburgh) | Longhaven (A90)             | Percorso costiero da Aberdeen a Peterhead |
|        | Kincardine Bridge             | Kinross                     |                                           |
|        | Union Street, Aberdeen        | King Street, Aberdeen       |                                           |
|        | Alford, Aberdeenshire         | Banchory                    |                                           |
|        | New Deer                      | Fraserburgh                 | In precedenza from Inverurie              |
|        | Peterhead, South A90 Junction | Peterhead, North Road (A90) |                                           |
|        | Coupar Angus                  | Dunkeld                     |                                           |
|        | Kincardine                    | Inverkeithing               | Oggi comprende il Kincardine Bridge.      |
|        | Finstown                      | Twatt                       |                                           |
|        | Perth                         | Perth                       | Perth Inner Ring Road                     |
|        | Broadley                      | Buckie                      |                                           |
|        | Dundee                        | Dundee                      | Dundee Inner Ring Road                    |
|        | Bo'ness                       | Muirhouses                  |                                           |
|        | Dunfermline                   | Cairneyford                 |                                           |

## Strade a 4 cifre
| Strada | Da                            | A                      | Note                            |
| ------ | ----------------------------- | ---------------------- | ------------------------------- |
|        | Ashgrove (Aberdeen)           | Stockethill (Aberdeen) |                                 |
|        | Ashgrove (Aberdeen)           | Northfield (Aberdeen)  |                                 |
|        | A90; Bridge of Dee (Aberdeen) | King Street (Aberdeen) | Holburn Street and Union Street |